# Anadara tricenicosta
Anadara tricenicosta is een tweekleppigensoort uit de familie van de Arcidae. De wetenschappelijke naam van de soort is voor het eerst geldig gepubliceerd in 1848 door Nyst.